# Bartomeu Campamar Perelló
Bartomeu Campamar Perelló (Palma, 6 d'agost de 1837 - 26 de març de 1917), conegut també com a Bartomeu Perelló, encara que de vegades apareix amb la grafia Campomar, va ser un violinista, director i compositor mallorquí del segle xix.
Es va donar a conèixer al món musical quan tocava el violí en l'orquestra del Círculo Mallorquín. Ingressà a l'Exèrcit el 18 de febrer de 1875 com a músic major, va estar destinat en el Batalló de Reserva de Mallorca, el Regiment d'Infanteria d'Almansa, el Regiment d'Infanteria de les Filipines i en Regiment d'Infanteria Regional de Balears, i es retirà el 1897. Va compatibilitzar la seva activitat de músic militar amb la de compositor, director d'orquestra, comerciant d'instruments i partitures musicals, professor de música a l'acadèmia de violí i de cant que va obrir a l'establiment d'instruments (pianos i harmòniums) i partitures musicals que va fundar a Palma, la Casa Perelló. Va dirigir l'orquestra del Teatre Circ Balear. Va ser empresari al Teatre Balear. Va ser professor de violí i altres instruments en el Conservatori Balear.
És autor de valsos, pasdobles i masurques. Alguns dels títols són No me olvides (1877), Ecos del alma (marxa fúnebre), Pasodoble real, La palmesana, Federico, Brillante, Eduarda, Filipinas, Las amapolas, Cuba, El nuevo guerrero, Cuplets y tientos, El estreno de los tambores, El taurino i Plaza torera.